# Cultura Adena

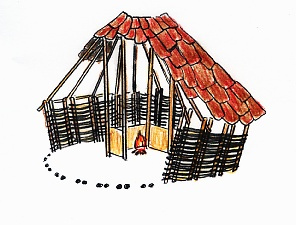
Casa de la cultura Adena

La cultura adena és una cultura paleoamericana, datada entre els anys 500 i 100 aC. S'estenia per Ohio, Indiana, Kentucky, Virgínia Occidental i Pennsilvània.
Vivien en llogarrets que allotjaven cases circulars amb sostres cònics, construïdes amb pals i escorça de salze, encara que algunes tenien estatges rocosos. Conreaven moresc i d'altres cereals, suplementats amb la cacera, pesca i recollida de fruites senglars. Llurs estris consistien en articles tals com aixades de pedra, destrals, llances, pipes de pedra i terrissa senzilla. A més a més, els adena tenien ornaments de mica, coure i petxines per a comerciar amb els pobles llunyans.
Els principals jaciments són Grave Creek Mound (Moundsville, Virgínia Occidental i Criel Mound (South Charleston, Virgínia Occidental).
Sembla que fou l'origen cultural de les tribus cherokee, creek, choctaw i chickasaw.
Llista de jaciments de la Cultura Adena
| Jaciment          | Imatge                          | Descripció |
| ----------------- | ------------------------------- | --- |
| Adena Mound       | Adena Mound (Ross County, Ohio) | L'Adena Mound, és un jaciment tipus, esta registrat com una estructura prop de Chillicothe, Ohio |
| Biggs site        | Biggs site                      | També conegut com a Portsmouth Group D, el lloc es troba al costat del riu Ohio al comtat de Greenup, Kentucky. És un terraplè i una séquia circular concèntrica que envolta un túmul funerari cònic central amb una calçada que creua l'anella i la séquia. Està connectat a Portsmouth Earthworks directament a través del riu Ohio a Portsmouth, Ohio.                                                             |
| Criel Mound       | Criel Mound                     | Es tracta d'un túmul cònic de 11 m d'alçada i 53 m de diàmetre, és el segon més gran d'aquest tipus a Virgínia Occidental. Es troba a South Charleston, Virgínia Occidental. P. W. Norris de la Smithsonian Institution va supervisar l'excavació. El seu equip va descobrir nombrosos esquelets juntament amb armes i joies.                                                                                         |
| Enon Mound        | Enon Mound                      | El segon túmul cònic més gran d'Ohio, es creu que va ser construït per la civilització d'Adena. |
| Grave Creek Mound | Grave Creek Mound               | Amb 19 m d'alçada i 73 m de diàmetre, és un dels túmuls funeraris de tipus cònic més grans dels Estats Units. Es troba a Moundsville, Virgínia Occidental. El 1838, gran part de l'evidència arqueològica en aquest túmul va ser destruïda quan diversos no arqueòlegs hi van creuar un túnel. |
| Miamisburg Mound  | Miamisburg Mound                | Va servir d'antic lloc d'enterrament, el Miamisburg Mound és la fita més reconeixible de Miamisburg. És el túmul funerari cònic més gran d'Ohio i es manté pràcticament intacte. Situat en un parc de la ciutat a 900 Mound Avenue, és un lloc històric d'Ohio i serveix com a atracció popular i destinació de pícnic per a les famílies de la zona. Els visitants poden pujar al cim del túmul per graons de pedra. |
| Wolf Plains Group | Wolf Plains Group               | Es tracta d'un grup de 30 moviments de terres de la cultura d'Adena que inclouen 22 túmuls cònics i nou recintes circulars. Localitzat a unes poques milles al nord-oest d'Athens, Ohio. |